# Kunjen
Kunjen är ett australiskt språk som talades av 20 personer år 1991. Kunjen talas i Queensland i Australien. Kunjen tillhör de pama-nyunganska språken.